# Грибулі
Грибулі (рос. Грибули) — присілок в Палкінському районі Псковської області Російської Федерації.
Населення становить 84 особи. Входить до складу муніципального утворення Новоуситовська волость.

## Історія
Від 2015 року входить до складу муніципального утворення Новоуситовська волость.

## Населення
| 2001 | 2002 | 2010 | 2013 | 2014 | 2015 | 2016 |
| ---- | ---- | ---- | ---- | ---- | ---- | ---- |
| 93   | ↘78  | ↘73  | ↗90  | ↘87  | →87  | ↘84  |